# Pellionia procridifolia
Pellionia procridifolia är en nässelväxtart som beskrevs av Wilhelm Sulpiz Kurz. Pellionia procridifolia ingår i släktet Pellionia och familjen nässelväxter. Inga underarter finns listade i Catalogue of Life.